# Фартушный, Николай Иванович
Николай Иванович Фартушный (род. 1 января 1949, Петровка) — российский инженер-металлург, директор Таганрогского металлургического завода (2003—2011). Кавалер ордена Дружбы народов, кавалер ордена Почета.

## Биография
Родился 1 января 1949 года в селе Петровка Днепропетровской области УССР.
В 1973 году закончил Днепродзержинский индустриальный институт им. М. И. Арсеничева по специальности «Обработка металлов давлением».
Окончив институт в 1973 году, был принят на Таганрогский металлургический завод сменным производственным мастером трубосварочного цеха № 2.
Прошел путь от старшего мастера участка до начальника трубосварочного цеха. Возглавлял трубосварочный цех № 3.
С 1997 по 2003 год работал в должности технического директора завода.
С апреля 2003 года исполнял обязанности генерального директора.
В январе 2004 года был назначен управляющим директором ОАО «ТАГМЕТ» и занимал этот пост до ноября 2011 года.
Под его руководством была проведена коренная реконструкция Таганрогского металлургического завода: внедрены редукционно-растяжной стан в трубопрокатном цехе № 2, установка «печь-ковш» в мартеновском цехе, термический отдел в трубопрокатном цехе № 1, машина непрерывного литья заготовок и установка вакуумирования стали в мартеновском цехе, трубопрокатный стан PQF в трубопрокатном цехе № 2 и многие другие объекты.

## Награды
- Заслуженный металлург Российской Федерации (1994);
- Знак «За механизацию и автоматизацию в металлургии» (1985);
- Орден Дружбы народов (1986);
- Орден Почёта (2000);
- Орден «За заслуги перед Отечеством» IV степени[2].